# Liste der Kulturdenkmäler in Birkheim
In der Liste der Kulturdenkmäler in Birkheim sind alle Kulturdenkmäler der rheinland-pfälzischen Ortsgemeinde Birkheim aufgeführt. Grundlage ist die Denkmalliste des Landes Rheinland-Pfalz (Stand: 27. Oktober 2023).

## Einzeldenkmäler
| Bezeichnung                                 | Lage                | Baujahr                | Beschreibung                                                                        | Bild                           |
| ------------------------------------------- | ------------------- | ---------------------- | ----------------------------------------------------------------------------------- | ------------------------------ |
| Quereinhaus                                 | Hauptstraße 5 Lage  | frühes 19. Jahrhundert | Quereinhaus; Fachwerkbau, teilweise massiv und verschiefert, frühes 19. Jahrhundert | BW                             |
| Katholische Filialkirche St. Johann Nepomuk | Hauptstraße 17 Lage | 1897                   | Saalbau, bezeichnet 1897, Westturm 1960                                             | weitere Bilder Fotos hochladen |